# Српско-турски ратови
Српско-турски ратови у историји су били многобројни. Први овакви ратови вођени су када су Турци тек дошли на Балкан, до 1459. године, када је Србија коначно покорена. Тада су се одиграле велике битке: Маричка битка и Косовска битка. Потом су вођени за проширење територије 1876-1878. Следећи српско-турски ратови вођени су Балканским ратовима и у Првом светском рату.

## Пред царско доба
- Битка код Галипоља 1312.
- Битка код Стефанијане 1344 године.

## У царско доба
- Битка код Дидимотике октобра 1352.год.
- Маричка битка 26 септембра 1371.год.

## Након распада царства
- Битка на Дубравници 1381.год.
- Битка на Саурском пољу 1385.год.
- Битка код Плочника 1386.год.
- Косовска битка 28. јун.1389.год.
- Битка на Ровинама 1395.год
- Битка код Никопоља 1396.год.
- Пад српских земаља под турску власт

## Српска деспотовина и Турско царство
- Битка код Ангоре 1402.год
- Грачаничка битка 1402.год.
- Опсада Новог Брда (1440–1441)
- Османски поход на Србију 1425.
- Османски поход на Србију 1427.
- Османски поход на Србију 1437.
- Османски поход на Србију 1438.
- Османски поход на Србију 1439–1444
  - Варнински крсташки рат 1443
  - Дуги поход, као Угарски савезници
    - Битка код Ниша 1443.
    - Куновичка битка 1444.
- Косовска битка 1448
- Османски поход на Србију (1454–1455)
  - Битка за Крушевац 1454.
- Битка код Лесковца 1454.
- Османски поход на Србију 1456.

## Османско-угарски ратови
- Опсада Београда (1456)
- Опсада Смедерева (1456)
- Пад Београда (1521)
- Османски поход и освајање Србије 1459.
- Османски поход и освајање Босне 1463.
- Опсада Јајца 1463, за време похода на Војводство Светог Саве.
- Османско освајање Црне Горе1499

Од 1447. српски деспот се нашао у избеглиштву, као угарски вазал до њеног распада 1540. год. провео је у непрестаној борби против Турака. Држава је обезбеђивала пуну подршку и помоћне трупе Угарском краљевству.
- Битка на Хлебовом пољу 1479.
- Мохачка битка 1526.

## Османски период
- Дуги рат (Османски рат) (1593–1606)
- Банатски устанак 1594.
- Српска буна (1596–1597)
- Велики турски рат (1683–99)
- Кочина крајина 1788.

## Астуријско-турски ратови
- Бечки рат
- Аустријско-турски рат (1716—1718)
- Кочина крајина

## Ратови Српске револуције
- Први српски устанак (од 1804. до 1813. године), предвођен Карађорђем,
- Хаџи Проданову буну (1814. године),
- Други српски устанак (1815. године), предвођен Милошем Обреновићем

Као последице ових догађаја сматрају се се ослобођење Србије од турске власти.
- Нишка буна
- Црногорско-турски рат (1852—1853)
- Битка на Граховцу

## Српско-турски ратови (1876—1878)
- Невесињска пушка
- Српско-турски ратови (1876—1878)
  - Црногорско-турски рат (1876—1878)
  - Први српско-турски рат
  - Други српско-турски рат
  - Кумановски устанак

Српско-турски ратови вођени су у периоду од 1876—1878, вођени су за ослобођење појединих српских територија под Турском. У њима је предвиђено да Србија и Црна Гора имају заједничке акције, међутим до тога није дошло. Први српско-турски рат вођен је 1876-1877 и у њима је Србија изгубила од Турске, али је Цариградским миром задржала све територије које је имала пре ратовања. У Другом српско-турском рату Срби су имали више успеха и ослобођена су многа места: Ниш, Пирот, Грделица, Врање и још нека. Санстефанским миром припојена су јој четири управна округа. Краљ Милан Обреновић је наредио извршење ових акција.

## Српска акција у Македонији
- Кумановски устанак
- Брсјачка буна
- Раоничка буна
- Борба за Македонију

## Први балкански рат
Први балкански рат, који је трајао од 8. октобра 1912. до 30. маја 1913. године су водиле балканске земље: Србија, Црна Гора, Грчка и Бугарска (чланице Балканског савеза) против Османског царства. Армије балканских држава су успеле да савладају бројчано слабије и стратешки лоше организоване армије Османског царства што им је омогућило да постигну брзу победу. Рат је окончан миром по коме је Османско царство било принуђено да се одрекне скоро свих својих територија на Европском континенту (Балканском полуострву) које су касније подељене међу савезницима и на којима је касније створена нова држава – Кнежевина Албанија. Упркос њиховој апсолутној победи у Првом балканском рату, чланице Балканског савеза су биле незадовољне постигнутим мировним уговором јер је мировни уговор, који су скројиле велике силе, био противан ранијим договорима и плановима које су чланице савеза међусобно закључиле и договориле. Отклањањем претње коју је представљало Османско царство и незадовољство мировним уговором подигле су се тензије међу доскорашњим савезницама што ће ускоро резултовати Другим балканским ратом.